# مهتاج نجومی
مهتاج نجومی (زاده ۱ فروردین ۱۳۲۸ در تهران) بازیگر سینما، تئاتر و تلویزیون ایران است.
وی در سال ۱۳۵۴ در رشته کارگردانی از مدرسه عالی تلویزیون و سینما فارغ‌التحصیل شد. او بازی در تئاتر را از سال ۱۳۴۴ با گروه شاهین سرکیسیان و همکاری با تلویزیون را از سال ۱۳۵۴ به عنوان کارگردان تلویزیونی و سپس بازیگری را شروع کرد. همچنین وی فعالیت در سینما را از سال ۱۳۴۸ با بازی نقش کوتاهی در فیلم گاو آغاز کرد.

## فیلمشناسی

### سینمایی
1. زن‌ها فرشته‌اند ۲ (۱۳۹۹)
2. آپاچی (۱۳۹۷)
3. ساعت شلوغی (۱۳۹۰)
4. گناهکاران (۱۳۹۰)
5. سه درجه تب (۱۳۸۹)
6. شیرین (۱۳۸۷)
7. طهران تهران (۱۳۸۷)
8. زن دوم (۱۳۸۶)
9. قاعده بازی (۱۳۸۵)
10. گاهی واقعی (۱۳۸۵)
11. شوریده (۱۳۸۳)
12. فریاد در شب (۱۳۸۲)
13. به من نگاه کن (۱۳۸۲)
14. بوی گل سرخ (۱۳۸۰)
15. تیک (۱۳۸۰)
16. نغمه (۱۳۸۰)
17. بوی کافور، عطر یاس (۱۳۷۸)
18. شراره (۱۳۷۸)
19. مردی از جنس بلور (۱۳۷۷)
20. مادرم گیسو (۱۳۷۴)
21. در کمال خونسردی (۱۳۷۳)
22. پول خارجی (۱۳۶۸)
23. آن سوی مه (۱۳۶۴)
24. چشمه (۱۳۵۱)
25. گاو (۱۳۴۸)

#### تلویزیون
| سال       | نام                             | سمت                       | کارگردان هنری           | توضیحات |
| --------- | ------------------------------- | ------------------------- | ----------------------- | --- |
| ١۴٠٠      | زندگی زیباست                    | بازیگر                    | قاسم جعفری              | شبکه ٢ |
| ۱۳۹۹      | آقا مرتضی                       | بازیگر                    | سید ابوالفضل سنگ سفیدی  | شبکه آیو |
| ۱۳۹٨      | ستایش (فصل سوم)                 | بازیگر                    | سعید سلطانی             | شبکه ۳ |
| ۱۳۹٨      | روزهای بی قراری ٢               | بازیگر                    | کاظم معصومی             | شبکه ۲ |
| ۱۳۹۷      | خان بابا وارثیه فامیلی          | بازیگر                    | محسن آقالر              | شبکه قزوین، پخش در نوروز ۹۷ ۱۳ قسمت |
| ۱۳۹۷      | راه و بیراه                     | بازیگر                    | داود بیدل               | شبکه ۱ |
| ۱۳۹۶،۹۷   | بانوي عمارت                     | بازیگر                    | عزيزالله حميدنژاد       | شبکه ٣ |
| ۱۳۹۶      | گسل                             | بازیگر                    | علیرضا بذرافشان         | شبکه ۱ |
| ۱۳۹۲–۱۳۹۳ | هفت‌سنگ                          | بازیگر مهمان              | علی‌رضا بذرافشان         | شبکه ۳ |
| ۱۳۹۱–۱۳۹۳ | جلال‌الدین                       | بازیگر                    | شهرام اسدی آرش معیریان  | شبکه ۱ |
| ۱۳۹۲      | تله‌فیلم «دو خرمای نارس»         | بازیگر                    | سیدمجید امامی           | شبکه ۱ |
| ۱۳۹۱–۱۳۹۲ | عصر پاییزی                      | بازیگر                    | اصغر نعیمی              | شبکه ۱ / در نقش «مامان پری» |
| ۱۳۹۱      | تهران پلاک ۱                    | بازیگر                    | مهدی مظلومی             | شبکه تهران |
| ۱۳۹۱      | تله‌فیلم «دسر توت‌فرنگی»          | بازیگر                    | محمدرضا حاجی‌باشی        | شبکه ۱ |
| ۱۳۹۱      | تله‌فیلم «سلام زندگی»            | بازیگر                    | کریم رجبی               | |
| ۱۳۹۱      | پشت کوه‌های بلند                 | بازیگر                    | امرالله احمدجو          | شبکه ۳ |
| ۱۳۹۱      | سهمی برای دوست                  | بازیگر                    | مسعود اطیابی            | شبکه ۲ |
| ۱۳۹۱      | تله‌فیلم «نامه‌های خیس»           | بازیگر                    | مرجان اشرفی‌زاده         | |
| ۱۳۹۰      | تله‌فیلم «پسر ایران»             | بازیگر                    | شاهد احمدلو             | |
| ۱۳۸۹–۱۳۹۰ | تله‌فیلم «سیب، سنجد، سمنو»       | بازیگر                    | فریدون فرهودی           | در نوروز ۱۳۹۰ از شبکه ۲ پخش شد. |
| ۱۳۸۹      | تله‌فیلم «یه قندون نمک»          | بازیگر                    | منوچهر صفرخانی          | این تله‌فیلم در آغاز «راز پیرمردها» نام داشت. |
| ۱۳۸۹      | تله‌فیلم «دو قدم تا بهشت»        | بازیگر                    | عبدالرضا فیروزان        | در نقش «عزیز» |
| ۱۳۸۸–۱۳۸۹ | تله‌فیلم «چقدر وقت داری؟»        | بازیگر                    | منوچهر صفرخانی          | |
| ۱۳۸۸      | بهانه‌ای برای بودن               | بازیگر                    | بابک لطفی               | محصول صدا و سیمای استان آذربایجان غربی |
| ۱۳۸۸      | تله‌فیلم «دلهره»                 | بازیگر                    | اکبر منصور فلاح         | |
| ۱۳۸۸      | باغ شیشه‌ای                      | بازیگر                    | مهدی مظلومی             | در بهار ۱۳۸۹ از شبکه ۲ پخش شد. |
| ۱۳۸۶–۱۳۸۷ | بیداری                          | بازیگر                    | بهرام عظیم پور          | |
| ۱۳۸۶      | تله‌فیلم «یارش»                  | بازیگر                    | محمدهادی نامور          | شبکه ۱ |
| ۱۳۸۵      | زیرزمین                         | بازیگر                    | علیرضا افخمی            | در ماه رمضان، از شبکه ۳ پخش شد. |
| ۱۳۸۵      | تله‌تئاتر «سفر به گومسک»         | بازیگر                    | حامد حامدی‌خواه          | شبکه ۴ نویسنده: «زهرا رفیعی گیله‌وایی» بر اساسِ داستانی کوتاه از نویسنده آلمانی «فریتس اورتمان»                                                                    |
| ۱۳۸۵      | تله‌تئاتر «تیغ کهنه»             | بازیگر                    | نادر برهانی‌مرند         | شبکه ۴ |
| ۱۳۸۴      | سرزمین مادری                    | بازیگر                    | جواد روستایی            | محصول صدا و سیمای استان مرکزی |
| ۱۳۸۴      | اولین شب آرامش                  | بازیگر                    | احمد امینی              | شبکه ۳ |
| ۱۳۸۰      | دیوار شیشه‌ای                    | بازیگر                    | مهدی صباغ‌زاده           | شبکه ۲ |
| ۱۳۸۰–۱۳۷۹ | نیستان                          | بازیگر                    | حسین مختاری             | شبکه ۳ |
| ۱۳۷۹–۱۳۸۰ | بازی پنهان                      | بازیگر                    | شاپور قریب              | شبکه تهران |
| ۱۳۷۸      | داستان یک شهر (سری اول)         | بازیگر                    | اصغر فرهادی             | شبکه تهران |
| ۱۳۷۷–۱۳۷۸ | بگذار آفتاب برآید               | بازیگر مهمان              | حسین مختاری             | شبکه ۳ |
| ۱۳۷۷      | پزشکان                          | بازیگر مهمان              | مسعود کرامتی            | شبکه ۳ |
| ۱۳۷۷      | چشم‌به‌راه                        | کارگردان تلویزیونی        | اصغر فرهادی             | شبکه تهران |
| ۱۳۷۷      | تله‌تئاتر «قلم عمه خانم»         | کارگردان تلویزیونی        | غلامرضا حامدی‌خواه       | شبکه ۲ نویسنده: «گوردون داوید» |
| ۱۳۷۶      | تله‌تئاتر «باغ زیتون»            | بازیگر کارگردان تلویزیونی | نادر برهانی‌مرند         | |
| ۱۳۷۶      | شن‌های کف رودخانه                | بازیگر                    | یوسف سیدمهدوی           | شبکه ۳ |
| ۱۳۷۵–۱۳۷۶ | سیاه، سفید، خاکستری             | بازیگر                    | سیامک شایقی             | شبکه ۲ |
| ۱۳۷۵      | خانواده رضایت                   | بازیگر                    | حمید امجد و مازیار میری | شبکه ۵ |
| ۱۳۷۵      | به رنگ صدف                      | بازیگر                    | عباس رنجبر              | شبکه ۱ |
| ۱۳۷۵      | غبار نور                        | بازیگر                    | محمدرضا اصلانی          | شبکه ۱ |
| ۱۳۷۴      | مهر خوبان                       | بازیگر                    | یوسف سیدمهدوی           | شبکه ۳ |
| ۱۳۷۴      | یک داستان                       | کارگردان تلویزیونی        | محمد رحمانیان           | در ۲۰ قسمت، از شبکه ۲ پخش شد. |
| ۱۳۷۳      | همسران                          | بازیگر مهمان              | بیژن بیرنگ مسعود رسام   | شبکه ۲ |
| ۱۳۷۳      | تله‌تئاتر «شاهدی برای تعقیب»     | بازیگر                    | حسن سطحی                | کارگردان تلویزیونی: «قاسم شاکری» نویسنده: «آگاتا کریستی» / شبکه ۲                                                                                                |
| ۱۳۷۳      | تله‌تئاتر «انگشتری ژنرال ماسیاس» | کارگردان تلویزیونی        | غلامرضا حامدی‌خواه       | نویسنده: «ژوزفینا نیگلی» |
| ۱۳۷۳      | تله‌تئاتر «خسیس دهکده روگافورد»  | کارگردان تلویزیونی        | کوروش نریمانی           | شبکه ۲ نویسنده: «هرمون اولد» |
| ۱۳۷۳      | تله‌تئاتر معمای یک قتل           | بازیگر                    | حسن فتحی                | شبکه ۲ |
| ۱۳۷۲      | تله‌تئاتر «فیزیکدان‌ها»           | کارگردان تلویزیونی        | رضا کرم‌رضایی            | شبکه ۲ نویسنده: فریدریش دورنمات |
| ۱۳۷۱      | تله‌تئاتر «بیست قصه»             | کارگردان تلویزیونی        | محمد رحمانیان           | شبکه ۲ |
| ۱۳۷۰      | تله‌تئاتر «تهیدستان»             | کارگردان تلویزیونی        | محمد جاوید مهتدی        | شبکه ۲ |
| ۱۳۷۰      | این خانه دور است                | بازیگر                    | بیژن بیرنگ مسعود رسام   | شبکه ۲ |
| ۱۳۶۷      | ریشه در خاک                     | کارگردان تلویزیونی        | مجید بهشتی              | شبکه ۱ |
| ۱۳۶۶      | آئینه (سری سوم)                 | کارگردان تلویزیونی        | فریدون فرهودی           | کارگردان تلویزیونی اپیزودهای «ارثیه فامیلی» و «داوری» |
| ۱۳۶۵      | کوچ عاشقان                      | کارگردان تلویزیونی        | علاءالدین رحیمی         | یکی دیگر از «کارگردانان تلویزیونی» این مجموعه تلویزیونی «مسعود فروتن» بود.                                                                                       |
| ؟         | تله‌تئاتر «نوانخانه‌ای‌ها»         | بازیگر                    | احمد آسوده              | نویسنده: لیدی آگوستا گریگوری این تئاتر تلویزیونی در دهه شصت اجرا شد و داستان آن دربارهٔ دو پیرمرد است که در یک آسایشگاهِ سالمندان، خاطرات گذشته‌شان را مرور می‌کنند. |
| ۱۳۶۴      | تله‌تئاتر «خلع سلاح»             | بازیگر                    | حسین فردرو              | |
| ۱۳۶۳      | قاصد                            | کارگردان تلویزیونی        | اسماعیل خلج             | شبکه ۱ |
| ۱۳۶۲      | شیپور آهنی                      | کارگردان تلویزیونی        | کاظم بلوچی              | شبکه ۱ |
| ۱۳۶۱      | سجده در خون                     | کارگردان تلویزیونی        | ؟                       | شبکه ۱ |
| ۱۳۶۰      | تله‌تئاتر «حماسه راما»           | کارگردان تلویزیونی        | ؟                       | شبکه ۱ |
| ۱۳۵۸      | تله‌تئاتر «شب، شب‌پا، حادثه»      | کارگردان تلویزیونی        | ؟                       | شبکه ۱ |
| ۱۳۵۴      | تله‌تئاتر «سانتا کروز»           | کارگردان تلویزیونی        | رجب محمدین              | نویسنده: ماکس فریش پخش از تلویزیون ملی ایران |
| ۱۳۴۶      | تله‌تئاتر «سماور ندیده‌ها»        | بازیگر                    | ناصر رحمانی‌نژاد         | نویسنده: «نصرت‌الله نویدی» پخش از تلویزیون ملی ایران |

## شبکه خانگی
| سال  | نام              | سمت    | کارگردان       | توضیحات                 |
| ---- | ---------------- | ------ | -------------- | ----------------------- |
| ١٣٩۶ | عالیجناب         | بازیگر | سام قریبیان    | پخش در شبکه نمایش خانگی |
| ۱۳۹۲ | شرف خانواده فاضل | بازیگر | پوریا جاویدپور | پخش در شبکه نمایش خانگی |

## نمایش

### بازی
- "روزنه آبی" نوشته "اکبر رادی" به کارگردانی "شاهین سرکیسیان"؛ تهران، انجمن ایران و آمریکا؛ ۱۳۴۶
- تلویزیونی "سماور ندیده‌هاً نوشته نصرت‌الله نویدی" به کارگردانی "ناصر رحمان‌نژاد"؛ تلویزیون ملی؛ ۱۳۴۶
- "مادموازل ژولی" نوشته "اوت استریندبرگ" به کارگردانی "آربی آوانسیان"؛ تهران؛ ۱۳۴۷
- "پژوهشی ژرف و سترگ و نو… " نوشته "عباس نعلبندیان" به کارگردانی "آربی آوانسیان"؛ جشن هنر شیراز فستیوال بیتس بلگراد؛ ۱۳۴۸، لندن، تالار رویال کورت، پاریس، فستیوال رؤیان؛ ۴۹–۱۳۴۸
- نمایش تلویزیونی "خلع سلاح" به کارگردانی "حسین فردرو"؛ شبکه اول؛ ۱۳۶۴
- "شکارگاه ممنوع" نوشته "محمدامیر یاراحمدی" به کارگردانی "نادر برهانی‌مرند"؛ تهران، تئاترشهر، تالار سایه و فستیوال بلاروس؛ ۷۸–۱۳۷۷
- "خانه برنارد آلباً نوشته "کارسیالورکاً به کارگردانی "روبرتو چولی"؛ تهران، تئاترشهر، تالار اصلی، مولهایم، کلن، مالمو و استکهلم (سوئد)، فرانکفورت، اشتوتگارت، برلین آنسامبل؛ ۱۳۸۱
- نمایش رادیویی "رویای آمریکایی" نوشته ادوارد آلبی" به کارگردانی "مجید حمزه"
- نمایش تلویزیونی "معمای یک قتل" به کارگردانی "حسن فتحی"؛ شبکه ۲؛ ۱۳۷۶
- نمایش رادیویی "سوءتفاهم" نوشته "آلبر کامو" به کارگردانی "محسن قصابیان؛ ۱۳۷۶
- نمایش رادیویی "مرغ دریایی" نوشته "آنتوان چخوف" به کارگردانی "محسن قصابیان"؛ ۱۳۷۷

### کارگردانی
- نمایش تلویزیونی «تهیدستان»؛ شبکه دوم؛ ۱۳۷۰
- نمایش تلویزیونی «بیست قصه» به کارگردانی «محمد رحمانیان»؛ شبکه دوم؛ ۱۳۷۱
- نمایش تلویزیونی «خسیس دهکده روگافورت» به کارگردانی «کورش نریمانی»؛ شبکه دوم؛ ۱۳۷۳
- نمایش تلویزیونی «قلم عمه خانم» به کارگردانی «حامد حامدی‌خواه»؛ شبکه دوم؛ ۱۳۷۳
- نمایش تلویزیونی «انگشتری ژنرال ماسیاس» به کارگردانی «حامد حامدی‌خواه»؛ شبکه دوم؛ ۱۳۷۳
- نمایش تلویزیونی «باغ زیتون» به کارگردانی «نادر برهانی‌مرند»؛ شبکه دوم؛ ۱۳۷۳
- نمایش رادیویی «شیطان و خدا» نوشته «ژان پل سارتر»؛ ۱۳۷۷
- نمایش رادیویی «اشباح» نوشته «ایبسن»؛ ۱۳۷۸
- نمایش «جستاری در افسانه صلح آرش» نوشته «ذکریا دادمهر»؛ تهران، تئاترشهر، (جشنواره فجر)؛ ۱۳۷۹